# Rock Against Communism
Il Rock Against Communism (abbreviato RAC), termine nato nel Regno Unito a fine anni settanta, è una sigla che viene attribuita a concerti e band punk rock (soprattutto oi!) che si oppongono al Comunismo, prevalentemente di estrema destra e punk's not red.
Il circuito Rock Against Communism o RAC in primo luogo è stato annunciato nel Regno Unito verso la fine del 1978 dagli attivisti di estrema destra come i Nazi punk e gli artisti Nazirock connessi con il National Front, partito d'estrema destra inglese.
In contrasto con i concerti RAC, era già presente un'altra organizzazione chiamata Rock Against Racism (RAR), dove i principali sostenitori furono gruppi punk rock d'ispirazione socialista come The Oppressed, The Business, Infa-Riot, The Ruts, The Members, Tom Robinson Band, etc. In Italia il genere RAC si è sviluppato nei primi anni del 2000 sempre riguardando l'area della musica alternativa di destra, alcuni gruppi per citarne alcuni sono gli ADL 122, Intolleranza, Dente di Lupo, Plastic Surgery, Peggior Amico, Gesta Bellica, gruppi puramente RAC che si distingue dal rock identitario per i testi molto più estremi e con temi ricorrenti quali: supremazia bianca, antisemitismo, razzismo, anticomunismo, odio, nazionalsocialismo, fascismo, orgoglio naziskin.

## Concerti Rock Against Communism
Sono stati portati alla luce dal gruppo Skrewdriver che furono seguiti da altri come Brutal Attack, Skullhead, Squadron, Sudden Impact, Ovaltinees, English Rose, Lionheart, No Remorse, Celtic Warrior (ex Violent Storm), Bunker84, Brutal Combat (gruppi RAC francesi) e Rahowa.

## Musica Rock Against Communism
Malgrado il relativo nome, il circuito Rock Against Communism non contiene sempre attacchi espliciti al comunismo e al progressismo, quanto piuttosto elogi alla sottocultura white pride, che include temi quali nazionalismo, neonazismo e antisemitismo. Musicalmente il RAC comprende oi!, hardcore punk (hatecore) o in parte del black metal (NSBM).